# Luís Roberto Lopez
Luiz Roberto Lopez (29 de junho de 1947 — Porto Alegre, 22 de julho de 2004) foi um professor, historiador, articulista, conferencista e polemista gaúcho e brasileiro. 
Intelectual marxista, foi autor de vários livros de sucesso na área da História, como Do Terceiro Reich ao Novo Nazismo, História do Brasil Império, Uma História do Brasil República e Sinfonias e Catedrais, este último vencedor do Prêmio Açorianos de Literatura em 1996. 
Luiz Roberto Lopez ministrou a cadeira de Cultura Brasileira por muitos anos na Universidade Federal do Rio Grande do Sul. Também foi professor de cursos pré-vestibular em Porto Alegre, como o Mauá e o Unificado. Dirigiu a Discoteca Pública do Estado do Rio Grande do Sul. Foi um dos criadores e diretor do Memorial do Estado do Rio Grande do Sul. 
Em sua homenagem, organizou-se, em Porto Alegre, uma Associação dos Amigos, Companheiros e Ex-Alunos do Historiador Luiz Roberto Lopez, em 2008.